# À̲
À̲ (minuscule : à̲), appelé A accent grave trait souscrit ou A accent grave souligné, est une lettre latine utilisée dans l’écriture du sekani. Elle n’est pas à confondre avec le À̱, A accent grave macron souscrit.

## Usage informatique
Le A accent grave trait souscrit peut être représenté avec les caractères Unicode suivants : 
- précomposé et normalisé NFC (supplément latin-1, diacritiques) :

| formes    | représentations | chaînes de caractères | points de code | descriptions                                                      |
| --------- | --------------- | --------------------- | -------------- | ----------------------------------------------------------------- |
| capitale  | À̲               | À◌̲                    | U+00C0 U+0332  | lettre majuscule latine a accent grave diacritique trait souscrit |
| minuscule | à̲               | à◌̲                    | U+00E0 U+0332  | lettre minuscule latine a accent grave diacritique trait souscrit |

- décomposé et normalisé NFD (latin de base, diacritiques) :

| formes    | représentations | chaînes de caractères | points de code       | descriptions                                                                  |
| --------- | --------------- | --------------------- | -------------------- | ----------------------------------------------------------------------------- |
| capitale  | À̲               | A◌̲◌́                   | U+0041 U+0332 U+0300 | lettre majuscule latine a diacritique trait souscrit diacritique accent grave |
| minuscule | à̲               | a◌̲◌́                   | U+0061 U+0332 U+0300 | lettre minuscule latine a diacritique trait souscrit diacritique accent grave |